# Rubus arrhenii
Rubus arrhenii là loài thực vật có hoa trong họ Hoa hồng. Loài này được (Lange) Lange miêu tả khoa học đầu tiên năm 1864.